# Bertizarana
Bertizarana – gmina w Hiszpanii, w Nawarze, o powierzchni 39,56 km². W 2011 roku gmina liczyła 628 mieszkańców.